# دکستر: رستاخیز
دکستر: رستاخیز (به انگلیسی: Dexter: Resurrection) یک مجموعه تلویزیونی درام جنایی معمایی آمریکایی است که توسط کلاید فیلیپس ساخته شده است. این سریال دنباله سریال‌های دکستر: خون تازه و دکستر است و در آن مایکل سی هال در نقش دکستر مورگان در کنار اوما تورمن، جک آلکوت، دیوید زایاس، نتاره مواین، کادیا ساراف، دومینیک فوموسا، امیلیا سوارز، جیمز رمار و پیتر دینکلیج بازی می‌کند. این سریال در ۱۱ ژوئیه ۲۰۲۵ از شبکه پارامونت پلاس همراه شوتایم پخش شد.

## داستان
چند هفته پس از وقایع دکستر: خون تازه، دکستر مورگان که به شکلی شگفت‌انگیز از جراحت شدید گلوله‌ای جان سالم به در برده، به دنبال هریسون که ناپدید شده، راهی نیویورک می‌شود. در همین حال، کاپیتان آنجل باتیستا از میامی نیز به دنبال آن‌ها است و ردشان را می‌گیرد.

## بازیگران و شخصیت‌ها

### اصلی
- مایکل سی هال در نقش دکستر مورگان
- اوما تورمن در نقش چارلی، دست راست و رئیس امنیت پراتر
- جک آلکوت در نقش هریسون مورگان
- دیوید زایاس در نقش انجل باتیستا
- نتاره گوما امباهو موین در نقش بلسینگ کامارا، راننده‌ای که دکستر با او ملاقات می‌کند و سپس صاحبخانه‌اش می‌شود.
- کادیا صراف در نقش کارآگاه کلودت والاس، کارآگاه اداره پلیس نیویورک سیتی در حال تحقیق دربارهٔ قتل در هتل امپایر
- دومینیک فوموسا در نقش کارآگاه ملوین اولیوا، همکار والاس در اداره پلیس نیویورک
- امیلیا سوارز در نقش السا ریورا، نظافتچی هتل امپایر و دوست هریسون
- جیمز رمار در نقش هری مورگان
- پیتر دینکلیج در نقش لئون پراتر، یک میلیاردر سرمایه‌دار مخاطره‌آمیز که مخفیانه علاقه شدیدی به قاتلان زنجیره‌ای دارد.

### تکرار شونده
- جیل ماری لارنس در نقش کنستانس، همسر بلسینگ
- ریس آنتوانت در نقش جوی، دختر بلسینگ و کنستانس
- دیوید ماگیدوف در نقش تدی رید، کلانتر موقت آیرون لیک
- کریستن ریتر در نقش میا لاپیر/لیدی ونجنس
- استیو اسکیریپا در نقش وینی، صاحبخانه السا
- اریک استون استریت در نقش آل/راپانزل
- دیوید دستمالچیان نقش دوگانه‌ای را در نقش قاتلان جمنای [الف] ایفا می‌کند:[۱]
  - گرت، یکی از قاتلان جمینی که دکستر در مهمانی شام پراتر با او آشنا می‌شود
  - برادر دوقلوی همسان گرت، یکی از قاتلان جمنای

### مهمان و مکمل
- جان لیسگو در نقش آرتور میچل / قاتل ترینیتی
- اریک کینگ در نقش جیمز دوکس
- جیمی اسمیتس در نقش میگل پرادو
- مارک منچاکا در نقش رونالد «رد» شمیت/ «دارک پسنجر»[ب][۲]
- مکس فون اسن در نقش کیث/کنتون کلابر[۲]
- سی اس لی در نقش وینس ماسوکا[۳]
- دزموند هرینگتون در نقش جویی کویین[۴][۳]
- نیل پاتریک هریس در نقش لاول/قاتل جمع‌آور خال‌کوبی
- لزلی اشتال در نقش خودش،[۵] روزنامه‌نگار تلویزیونی که با پراتر مصاحبه می‌کند

## تولید

### توسعه
در ۲۶ ژوئیه ۲۰۲۴، در کامیک کان سن دیگو در جریان پنل دکستر: گناه اصلی، یک سری دنباله برای دکستر: خون تازه با عنوان رستاخیر معرفی شد. این برنامه توسط کلاید فیلیپس ساخته شده است که به عنوان تهیه‌کننده اجرایی و مجری برنامه نیز فعالیت می‌کند. در ۷ ژانویه ۲۰۲۵، مایکل سی هال، اسکات رینولدز، تونی هرناندز، لیلی برنز و مارکوس سیگا به عنوان تهیه‌کنندگان اجرایی اضافه شدند. شرکت‌های سازنده سریال شوتایم و کاونترپارت هستند.

### انتخاب بازیگران
پس از اعلام دنباله سریال، هال برای ایفای مجدد نقش خود در نقش دکستر مورگان تأیید شد. در ۷ ژانویه ۲۰۲۵، دیوید زایاس، جک آلکات و جیمز رمار به بازیگران پیوستند تا نقش‌های خود را به عنوان انجل باتیستا، هریسون مورگان و هری مورگان به عنوان بازیگران ثابت سریال بازی کنند. چند هفته بعد، اوما تورمن برای یک نقش اصلی انتخاب شد. در فوریه ۲۰۲۵، پیتر دینکلیج، نتار مواین، کادیا ساراف، دومینیک فوموسا و امیلیا سوارز به عنوان بازیگران اصلی به بازیگران پیوستند در حالی که کریستن ریتر در نقش تکرارشوند انتخاب شد. در مارس ۲۰۲۵، نیل پاتریک هریس، اریک استون استریت و دیوید دستمالچیان برای حضور در نقش‌های مهمان انتخاب شدند، و استیو اسکیریپا در نقش تکرارشونده پیوست. جان لیسگو در مصاحبه‌ای فاش کرد که دوباره در نقش آرتور میچل / قاتل ترینیتی بازی خواهد کرد. در همان ماه، دیوید ماگیدوف به بازیگران پیوست تا نقش خود را در نقش تدی رید به صورت تکراری ایفا کند. در اواخر مارس ۲۰۲۵، جیمی اسمیتس تأیید شد که دوباره در نقش میگل پرادو بازی خواهد کرد. در آوریل ۲۰۲۵، مارک منچاکا و ریس آنتوانت به عنوان بازیگر نقش مکمل انتخاب شدند. در ۱ ژوئن ۲۰۲۵، تأیید شد که اریک کینگ دوباره نقش جیمز دوکس را بازی خواهد کرد.

### فیلمبرداری
تصویربرداری اصلی این مجموعه در ۹ ژانویه ۲۰۲۵ در شهر نیویورک آغاز شد و سیگا کارگردان قسمت اول بود.

## انتشار
پخش دکستر: رستاخیز در ۱۱ ژوئیه ۲۰۲۵ آغاز شد.

## بازخورد

### میزان بینندگان
دکستر: رستاخیز با جذب ۳٫۱ میلیون بیننده در سراسر جهان در سه روز اول در شوتایم، به پربیننده‌ترین قسمت پخش شده در شبکه شوتایم تبدیل شد و رکورد پخش قسمت اول دکستر: گناه اصلی در پخش آنلاین را شکست. این رقم ۴۴٪ بیشتر از «گناه اصلی» و ۷۶٪ بیشتر از دکستر: خون تازه است.

### پاسخ انتقادی
وب‌سایت جمع‌آوری نقد و بررسی راتن تومیتوز، بر اساس ۵۸ نقد منتقدان، امتیاز ۹۴٪ را برای این سریال اعلام کرد. در اجماع منتقدان این وب‌سایت آمده است: «دکستر از یک مورد کوچک مرگ و چندین پایان نادرست چشم‌پوشی می‌کند تا در ادامه‌ای آگاهانه که هیجان شکار را دوباره کشف می‌کند، به حیاتی‌ترین شکل ممکن ظاهر شود.» متاکریتیک، که از میانگین وزنی استفاده می‌کند، بر اساس نظر ۱۵ منتقد، امتیاز ۶۳ از ۱۰۰ را به این سریال اختصاص داد که نشان‌دهنده «به‌طور کلی مطلوب» است.

## یادداشت
1. ↑  Gemini Killers
2. ↑  Dark Passenger
3. ↑  Bay Harbour Butcher